# یواس‌اس دانکن (دی‌دی-۴۶)
یواس‌اس دانکن (دی‌دی-۴۶) (به انگلیسی: USS Duncan (DD-46)) یک کشتی بود که طول آن ۳۰۵ فوت ۳ اینچ (۹۳٫۰۴ متر) بود. این کشتی در سال ۱۹۱۳ ساخته شد.